# Monedes d'euro d'Andorra

Participació a la zona euro
Estats membres de la UE que participen
Els estats membres de la UE que estan en el ERMII (Bulgària)
Estats membres de la UE no estan en el ERMII però estan obligats a unir-se a la zona euro
Estats membres de la UE en el ERMII amb un opt-out (Dinamarca)
Estats no membres de la UE que utilitzen l'euro amb un acord monetari (Andorra, Mònaco, la Ciutat del Vaticà i San Marino)
Estats no membres de la UE que utilitzen l'euro unilateralment (Kosovo i Montenegro)

Les monedes d'euro d'Andorra es van posar en circulació el 2015, després d'un acord conjunt amb la Unió Europea el 2011. Segons el seu valor, les monedes presenten quatre dissenys diferents a la cara nacional: un isard a les monedes de 1, 2 i 5 cèntims; l'esglèsia de Santa Coloma a les de 10, 20 i 50 cèntims; la Casa de la Vall a les d'1 euro i l'escut del Principat d'Andorra a les monedes de 2 euros. Les monedes són de curs legal a tota la zona euro, però a causa del seu baix valor d'emissió, es comercialitzen generalment al mercat numismàtic, amb preus molt superiors al seu valor facial.
Altres microestats que no formen part de la Unió Europea també encunyen monedes d'euro, com és el cas de Mònaco, la Ciutat del Vaticà i San Marino, que tenen acords econòmics amb França i Itàlia.

## Història
Abans de la creació de l'euro a Andorra es feien servir de facto el franc francès i la pesseta espanyola. A partir de l'1 de gener de 2002, amb la posada en circulació de l'euro, Andorra va començar a utilitzar aquesta moneda, encara que no podia emetre'n pel seu compte. El 2003 el Govern andorrà va sol·licitar el permís a la UE per encunyar les seves pròpies monedes i el 2004 van començar les negociacions.
El 10 de febrer del 2011 Andorra i la Unió Europea rubricaren finalment un acord monetari que va entrar en vigor el 2012, i s'esperava que els euros d'Andorra entraren en circulació l'1 de gener del 2014, tot i que a finals de juliol encara no s'havien posat en circulació. La setmana del 23 de setembre del 2014 es van començar a distribuir en el mercat els primers euros andorrans, cada ciutadà va poder adquirir una mostra de les monedes d'euro i cèntims per 3,88 € (que és el valor total del conjunt de monedes) com a col·lecció. Les monedes ja havien d'haver estat posades en circulació al mes de maig, però per evitar que la massa monetària quedés reclusa únicament al col·leccionisme, fet que afectava la posada en circulació (situació que només passa en països petits; el fet d'aconseguir moneda d'un país petit augmenta el valor en el mercat col·leccionista). Finalment, el 15 de gener de 2015 es va emetre la primera tirada de monedes.
L'acord no autoritza a Andorra a emetre els seus propis bitllets, sí li permet seguir emetent diners com a moneda de col·lecció, com ja es feia abans de la introducció de l'euro.

## Disseny
La Monnaie de Paris, que és l'entitat que encunya les monedes franceses, s'encarrega d'emetre les monedes de 10, 20, 50 cèntims i 2 euros, mentre que la Fábrica Nacional de Moneda y Timbre, l'ens emissor espanyol, encunya les d'1, 2 i 5 cèntims i la d'1 euro.
El disseny de les cares nacionals de les monedes es va decidir mitjançant un concurs el març de 2013 amb data límit de l'11 d'abril, i els guanyadors van ser anunciats el 16 de maig.
Inicialment es preveia que les monedes de 10, 20 i 50 cèntims tingueren la imatge del Pantocràtor de Sant Martí de la Cortinada, però la Unió Europea va vetar la imatge "per no trencar el principi de neutralitat en matèria de creences religioses". Finalment s'encunyaren amb la imatge del campanar de l'església de Santa Coloma.

Escut d'Andorra

| 0,01 €                                                 | 0,02 €                              | 0,05 €                              |
| ------------------------------------------------------ | ----------------------------------- | ----------------------------------- |
| L'isard, símbol d'Andorra                              | L'isard, símbol d'Andorra           | L'isard, símbol d'Andorra           |
| Dissenyador: Ruben Da Silva Carpio                     | Dissenyador: Ruben Da Silva Carpio  | Dissenyador: Ruben Da Silva Carpio  |
| 0,10 €                                                 | 0,20 €                              | 0,50 €                              |
| L'església romànica de Santa Coloma                    | L'església romànica de Santa Coloma | L'església romànica de Santa Coloma |
| Dissenyador: Pere Moles                                | Dissenyador: Pere Moles             | Dissenyador: Pere Moles             |
| 1,00 €                                                 | 2,00 €                              | 2,00 €                              |
| La Casa de la Vall, antiga seu parlamentària d'Andorra | L'Escut d'Andorra                   | Cantell:                            |
| Dissenyador: Jordi Puy Segura                          | Dissenyador: Govern d'Andorra       | Dissenyador: Govern d'Andorra       |

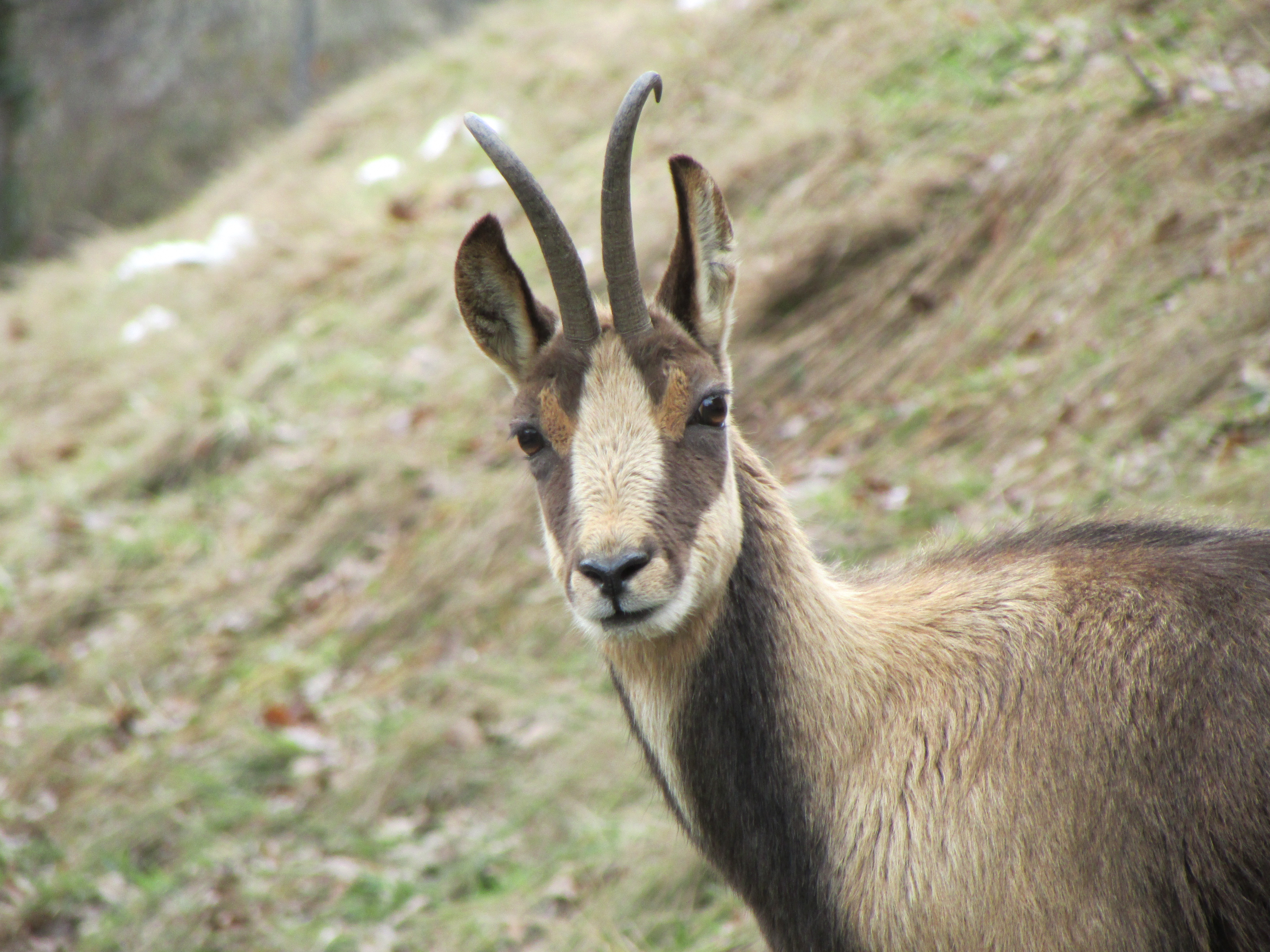
Isard
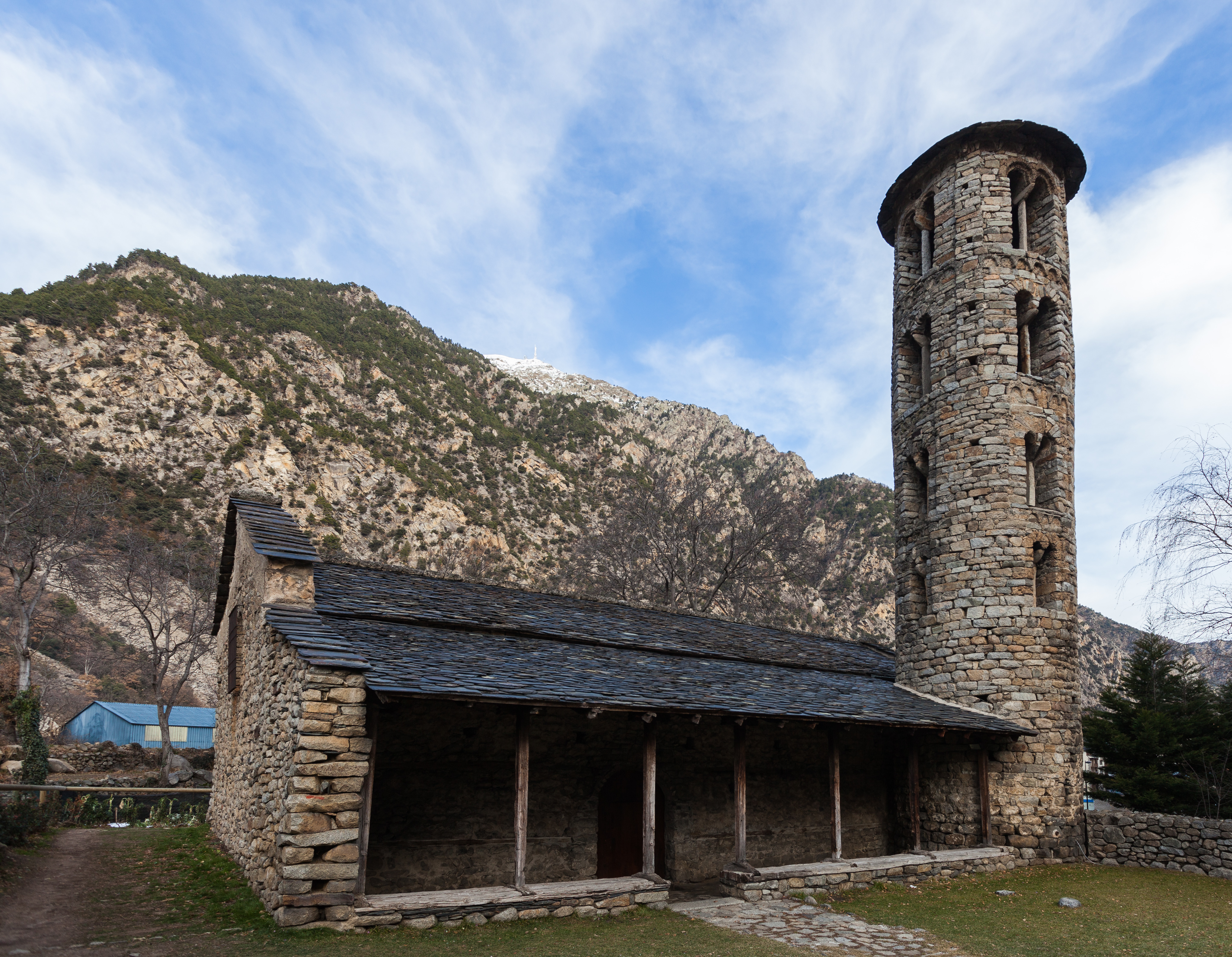
Església de Santa Coloma
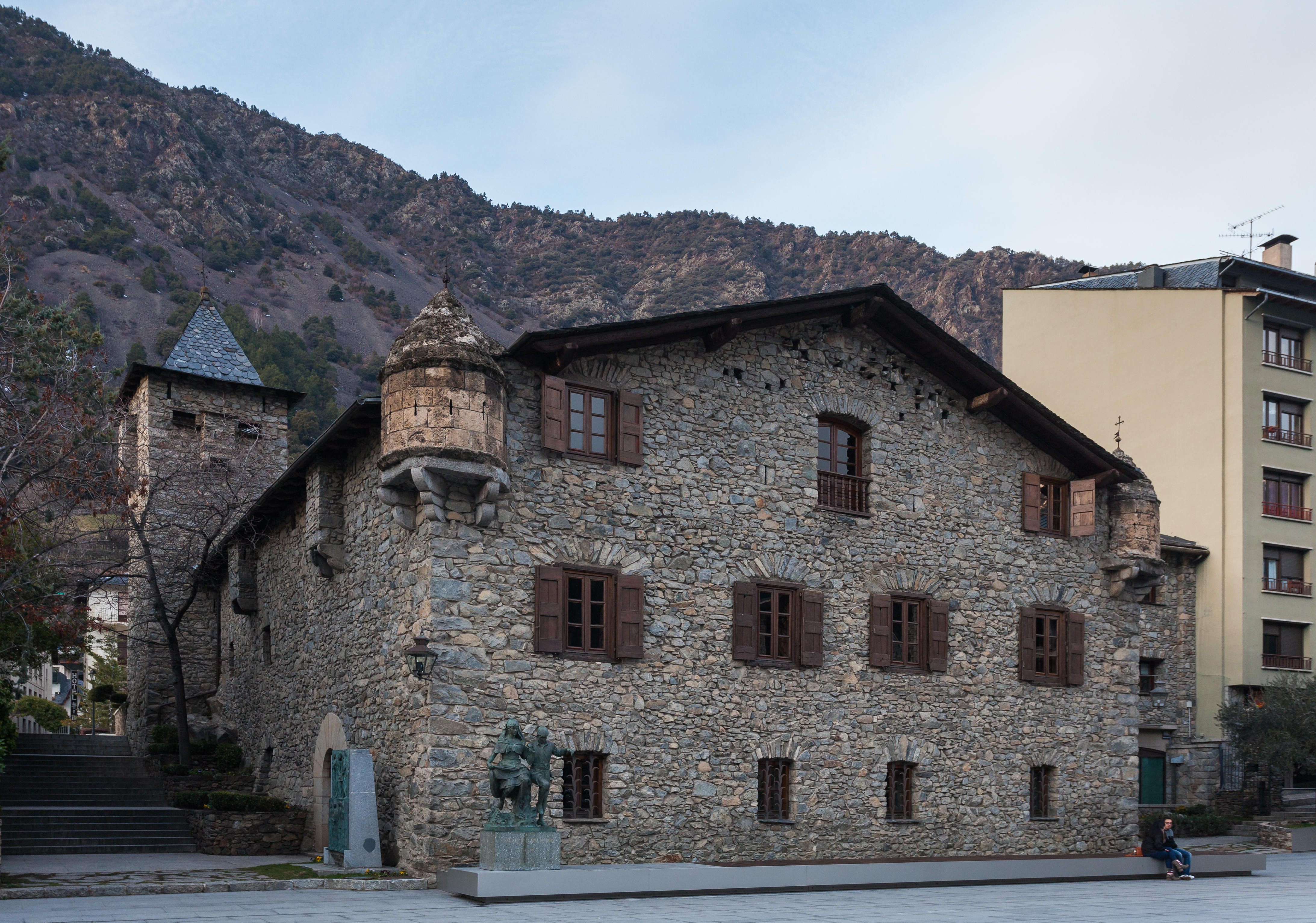
Casa de la Vall

## Quantitat de peces encunyades
| Valor                                                                                           | €0.01     | €0.02     | €0.05     | €0.10     | €0.20     | €0.50   | €1.00     | €2.00     |
| ----------------------------------------------------------------------------------------------- | --------- | --------- | --------- | --------- | --------- | ------- | --------- | --------- |
| 2014                                                                                            | 0.060,000 | 0.060,000 | 0.860,000 | 0.860,000 | 0.860,000 | 340,000 | 0.511,843 | 0.360,000 |
| 2015                                                                                            | *         | *         | *         | *         | *         | *       | *         | 0.200,000 |
| 2016                                                                                            | *         | *         | *         | *         | *         | *       | 2,339,200 | *         |
| 2017                                                                                            | 2,582,395 | 1,515,000 | 2,191,421 | 1,103,000 | 1,213,000 | 968,800 | *         | 0.794,588 |
| 2018                                                                                            | 3,430,000 | 2,550,000 | 1,800,000 | 0.980,000 | 1,014,000 | 890,000 | 0.868,000 | *         |
| 2019                                                                                            | 2.447.000 | 1.727.000 | 2.100.000 | 1.610.000 | 1.570.000 | 930.000 | *         | 1.058.310 |
| 2020                                                                                            | *         | *         | *         | 0.860.000 | 0.175.000 | 740.000 | *         | 1.500.000 |
| * No s'emeteren monedes aquest any per aquesta denominació ** Encara no hi ha dades disponibles |           |           |           |           |           |         |           |           |

## Monedes commemoratives d'euro
| Any  | Motiu                                                                | Valor  | Aliatge                               | Tirada   |
| ---- | -------------------------------------------------------------------- | ------ | ------------------------------------- | -------- |
| 2014 | 20è aniversari de l'ingrés d'Andorra al Consell d'Europa             | 2 €    | Bimetàl·lica: cuproníquel i or nòrdic | 100.0000 |
| 2015 | 25è aniversari de la signatura de l'acord duaner amb la Unió Europea | 2 €    | Bimetàl·lica: cuproníquel i or nòrdic | 85.000   |
| 2015 | 30è aniversari de l'establiment de la majoria d'edat als 18 anys     | 2 €    | Bimetàl·lica: cuproníquel i or nòrdic | 85.000   |
| 2016 | 150 anys de la Nova Reforma de 1866                                  | 2 €    | Bimetàl·lica: cuproníquel i or nòrdic | 85.000   |
| 2016 | 25è aniversari de la radio i televisió d'Andorra                     | 2 €    | Bimetàl·lica: cuproníquel i or nòrdic | 85.000   |
| 2017 | Andorra, el pais dels Pirineus                                       | 2 €    | Bimetàl·lica: cuproníquel i or nòrdic | 85.000   |
| 2017 | 100 anys de l'himne d'Andorra                                        | 2 €    | Bimetàl·lica: cuproníquel i or nòrdic | 85.000   |
| 2018 | 70 anys de la Declaració Universal dels Drets Humans                 | 2 €    | Bimetàl·lica: cuproníquel i or nòrdic | 75.000   |
| 2018 | 25è aniversari de la Constitució d'Andorra                           | 2 €    | Bimetàl·lica: cuproníquel i or nòrdic | 75.000   |
| 2018 | 25è aniversari de la Constitució d'Andorra                           | 5 €    | Plata                                 | 10.000   |
| 2018 | 25è aniversari de la Constitució d'Andorra                           | 50 €   | Or                                    | 03.000   |
| 2019 | Finals de la copa del món d'esquí                                    | 2 €    | Bimetàl·lica: cuproníquel i or nòrdic | 60.000   |
| 2019 | 600 anys del Consell de la terra                                     | 2 €    | Bimetàl·lica: cuproníquel i or nòrdic | 60.000   |
| 2020 | 50 anys del sufragi universal                                        | 2 €    | Bimetàl·lica: cuproníquel i or nòrdic | 60.000   |
| 2020 | XXVII Cimera Iberoamericana                                          | 2 €    | Bimetàl·lica: cuproníquel i or nòrdic | 73.500   |
| 2021 | Grandalla                                                            | 1.25 € | Cuproníquel                           | 03.000   |
| 2021 | Pont de la Margineda                                                 | 1.25 € | Cuproníquel                           | 03.000   |
| 2021 | Cuidem de la nostra gent gran - Pandèmia de Covid-19                 | 2 €    | Bimetàl·lica: cuproníquel i or nòrdic | 70.000   |
| 2021 | 100 aniversari de la coronació de la Mare de Déu de Meritxell        | 2 €    | Bimetàl·lica: cuproníquel i or nòrdic | 73.500   |
| 2022 | 1 anys de l'acord monetari entre Andorra i la UE                     | 2 €    | Bimetàl·lica: cuproníquel i or nòrdic | 70.000   |
| 2022 | Carlemany                                                            | 2 €    | Bimetàl·lica: cuproníquel i or nòrdic | 70.000   |